# Dzsajnagar Madzsilpur
Dzsajnagar Madzsilpur (bengáliul: জয়নগর মজিলপুর, kiejtéseⓘ), közkeletű nevén Dzsajnagar iparváros India északkeleti részén, Nyugat-Bengál állam South 24 Parganas körzetében. A város Kolkata déli peremén terül el, a kolkatai agglomeráció (KMDA) része. Dzsajnagar és Madzsilpur valójában két különálló város, az önkormányzat létrejötte óta ezt a két várost említik közös néven.

## Nevének eredete
Dzsajnagar ősi város. A Dzsajnagar név a helyi istennő, „Dzsajcsandi” (জয়চণ্ডী) nevéből származik. A város neve eredetileg „Dzsajcsanditala” (জয়চণ্ডীতলা) volt, ám idővel több átalakuláson ment át – előbb „Dzsajcsandinagar” (জয়চণ্ডীনগর), majd „Dzsojnagar” vagy „Dzsajnagar” (জয়নগর) lett.
Madzsilpur egy másik ősi település. Eredetileg a Gangesz azon a helyen folyt, ahol ma a város fekszik, de lassan üledékkel töltődött fel. Az üledék neve bengáli nyelven „Modzse Dzsáoja” (মজে যাওয়া), amiről a város a  „Madzsápur” (মজাপুর) nevet kapta. Az idők folyamán ez a név is többször módosult – „Madzspur” (মজপুর), „Madzsipur” (মজিপুর), majd „Modzsilpur” vagy „Madzsilpur” (মজিলপুর).

## Fordítás
- Ez a szócikk részben vagy egészben  a   Jaynagar Majilpur című angol Wikipédia-szócikk ezen változatának fordításán alapul.  Az eredeti cikk szerkesztőit annak laptörténete sorolja fel. Ez a jelzés csupán a megfogalmazás eredetét és a szerzői jogokat jelzi, nem szolgál a cikkben szereplő információk forrásmegjelöléseként.